# Saint-Aubin (Pas-de-Calais)
Saint-Aubin é uma comuna francesa na região administrativa de Altos da França, no departamento de Pas-de-Calais. Estende-se por uma área de 4,54 km². Em 2010 a comuna tinha 273 habitantes (densidade: 60,1 hab./km²).